# 泰山女儿茶
泰山女儿茶是中国山东泰山的特产绿茶，茶园位于泰山脚下，总种植面积5000亩。女儿茶生产周期长，产量低，有泰山板栗香气为特色。

## 历史
关于女儿茶的记载最早可追朔至明代《泰山志》中“山人采青桐芽，曰女儿茶……”，而青桐芽本非传统茶叶，原是一种乔木植物鼠李。20世纪30年代时，隐居泰山的冯玉祥曾设想将南方的茶树移栽至泰山，但因技术条件等未能成功。60年代起泰山脚下才建起茶园，开始栽培茶树，女儿茶因此从鼠李演变成为绿茶。